# 穷奇 (高车)
穷奇（?—?），名字的意义就是穷奇或狮鹫，是高车副伏罗部首领阿伏至罗的从弟。
487年，柔然可汗豆仑进攻北魏，阿伏至罗和穷奇率西部高车十余万人，叛离柔然西迁，在车师前部（今新疆吐鲁番交河故城一带）西北，建立高车王国，自称候娄匐勒（大天子），统北部，以穷奇为候倍（储君），统南部。之后，多次击败柔然，使豆仑东徙；又向北魏进贡，一起夹击柔然。之后，中亚的嚈哒，在公元500年左右，进攻高车南部，穷奇被嚈哒杀死，儿子弥俄突、伊匐、越居被俘，部众分投北魏、柔然，高车衰落。阿伏至罗暴虐，诬称儿子与自己的妃嫔有染，将他杀死。不久，阿伏至罗被臣下所杀。跋利延被大家立为国主。之後，嚈哒杀死跋利延，立穷奇的儿子弥俄突为王，高车成了他的附庸。